# Le Petit Train bleu (film, 1991)
 (juillet 2025).
Ne doit pas être confondu avec Le Petit Train bleu (film, 2011).
Pour plus de détails, voir Fiche technique et Distribution.
Le Petit Train bleu (The Little Engine That Could) est un film d'animation britannique réalisé par Dave Edwards et sorti en 1991.

## Synopsis
Dans une gare où de nombreuses locomotives très travailleuses circulent sans arrêt, Zélée, une petite remorqueuse, rêve de tirer un vrai train de l'autre côté de la montagne. Un jour béni, le petit train de l'anniversaire rempli de jouets magiques tombe en panne. Aucune des locomotives ne s'arrête pour lui venir en aide. Zélée décide alors de s'accrocher au train abandonné et démarre son ascension vers le côté menaçant et abrupte de la montagne. Avançant en haletant à travers les hauts sommets, secouée par une redoutable tempête de neige, Zélée s'encourage en chantonnant...

## Fiche technique
- Titre original : The Little Engine That Could
- Titre français : Le Petit Train Bleu
- Réalisation : Dave Edwards
- Scénario : Ray Rhamey d'après le livre de Watty Piper
- Animation : Chris Fenna (supervision)
- Montage : Terry Brown
- Musique : Mark Mueller, Ben Heneghan, Ian Lawson
- Production : Mike Young, Dave Edwards
- Sociétés de production : Sianel 4 Cymru, Kalato Animation, Dave Edwards Studio
- Sociétés de distribution : MCA/Universal Home Video
- Pays : Royaume-Uni
- Langue : anglais
- Format : Couleur - 35 mm - 1,33:1 - son stéréo
- Durée : 30 min
- Dates de sortie :
  - Royaume-Uni : 1er janvier 1991

## Distribution

### Voix originales
- Kath Soucie : Tillie (Zélée) / Missy (La miss)
- Frank Welker : Perky (Maurichette) / Eagle (L'aigle) / Farnsworth (François) / Jebediah (Jean-Marie) / Rollo
- Betty Jean Ward : Grumpella (La grume)
- Neil Ross : Doc, (Docteur) / the Tower (La tour) / Handy Pandy (Panda)
- Bever-Leigh Banfield : Georgia (Georgette)
- Peter Cullen : Pete (Pierre) / the Cave (La caverne)
- Scott Menville : Chip (Tom) / Stretch
- Billy O'Sullivan : Eric
- Dina Sherman : Jill

### Voix françaises
- Barbara Tissier : Zélée
- Sophie Arthuys : Eric, Georgette, le petit loup, Stretch
- Françoise Dasque : Tom, la miss
- Thierry Wermuth : François, Panda, le grand loup
- Bernard Métraux : Pierre, Maurichette, Docteur, l'aigle
- Michel Dodane : Rollo
- Arlette Thomas : Jill
- Julia Dancourt : La malice, la grume
- Joseph Falcucci : la tour, Jean-Marie, la caverne